# Neope pulla
Neope pulla är en fjärilsart som beskrevs av Talbot 1947. Neope pulla ingår i släktet Neope och familjen praktfjärilar. Inga underarter finns listade i Catalogue of Life.